# Dawit Kaczarawa
Dawit Kaczarawa (gruz. დავით კაჭარავა, ur. 16 stycznia 1985 w Tbilisi) – gruziński rugbysta występujący na pozycji środkowego ataku. Wybitny reprezentant kraju, czterokrotny uczestnik pucharu świata i 11-krotny mistrz Rugby Europe, a ponadto czterokrotny klubowy mistrz Rosji.

## Młodość
Kaczarawa uprawianie sportu rozpoczynał od tenisa, jednak wobec trudnej sytuacji gospodarczej kraju (po rozpadzie ZSRR) jego rodziców nie było stać na dalsze finansowanie kosztownych lekcji. W 1993 roku ośmiolatek trafił do klubu Koczebi Tbilisi, gdzie rozpoczął treningi rugby union. Z ekipą Koczebi wielokrotnie sięgał po mistrzostwo kraju w różnych kategoriach juniorskich. W tym samym czasie w drużynie trenował też późniejszy kolega Kaczarawy z reprezentacji Gruzji, Lasza Malaguradze.

## Kariera klubowa
Po awansie do drużyny seniorów występował w Koczebi do 2007 roku. Po pucharze świata Kaczarawa miał dołączyć do SC Bastia, drużyny beniaminka Fédérale 1 (trzeciej ligi francuskiej). Ostatecznie klub z Korsyki ze względu na trudności finansowo-organizacyjne nie tylko nie został dopuszczony do gry w Fédérale 1, ale został karnie przeniesiony do Fédérale 3, po czym uległ rozwiązaniu.
W tej sytuacji Gruzin podpisał kontrakt z czołowym zespołem ligi rosyjskiej – Jenisiej-STM Krasnojarsk. W 2008 roku zespół Kaczarawy zajął trzecie miejsce w mistrzostwach kraju. Po sezonie środkowy przeniósł się do Francji, ponownie próbując swoich sił w tym kraju. Przez trzy lata występował w Rugby Nice, drużynie z Fédéral 1. Mimo klubowych ambicji sięgających awansu do Pro D2, drużyna z Nicei z Kaczarawą w składzie nie zdołała zrealizować stawianego przed nią celu. Po tym, jak w czerwcu 2012 roku i ten klub został zdegradowany do Fédérale 3 a następnie uległ formalnej likwidacji, Gruzin przed nowym sezonem przeniósł się do ekipy ligowego rywala, Stade Rodez Aveyron.
W lipcu 2013 roku ponownie został zawodnikiem  Jenisiej-STM, w którego barwach święcił swoje największe sukcesy. Czterokrotnie został mistrzem kraju (2014, 2016, 2017, 2018), po trzy razy zdobywał też puchar i superpuchar Rosji. Uczestniczył w dwóch zwycięskich kampaniach w European Rugby Continental Shield (2017 i 2018); pięciokrotnie brał też udział w zmaganiach o European Rugby Challenge Cup. W edycji 2015/2016 tych rozgrywek, zdobywszy dwa przyłożenia, został wybrany zawodnikiem meczu z Newcastle Falcons, który zakończył się sensacyjnym zwycięstwem zespołu z Krasnojarska.
W pierwszych dniach września 2020 roku Kaczarawa ogłosił zakończenie kariery sportowej.

## Kariera reprezentacyjna
Po raz pierwszy w barwach reprezentacji Gruzji wystąpił w wieku 21 lat, w 2004 roku, uczestnicząc w nieoficjalnym sparingu z południowoafrykańskim zespołem Blue Bulls. Oficjalny debiut zaliczył jednak dopiero w kwietniu 2006 roku w meczu z Ukrainą w Odessie. Dwa miesiące później z reprezentacją do lat 21 uczestniczył w mistrzostwach świata we Francji, gdzie Gruzini zajęli ostatnie 12. miejsce
Swoje pierwsze przyłożenie w pierwszej reprezentacji zanotował niespełna rok później przy okazji spotkania z reprezentacją Czech. Kaczarawa dość szybko przebił się do pierwszego składu kadry i otrzymał powołanie na Puchar Świata w Rugby 2007. Podczas imprezy we Francji rozegrał dwa spotkania – zakończone minimalną porażką 10:14 z faworyzowaną Irlandią oraz wygrane 30:0 z Namibią. W drugim z nich Kaczarawa przypieczętował pierwsze zwycięstwo Gruzji na imprezie tej rangi, przykładając piłkę na polu punktowym po swojej indywidualnej akcji zapoczątkowanej przechwytem.
W dalszej części swojej kariery rozegrał jeszcze ponad 100 meczów w drużynie narodowej, z czego jedynie 12 jako zmiennik. Brał udział w kolejnych edycjach pucharu świata: w 2011, 2015 i 2019 roku, łącznie rozgrywając na tym poziomie 13 spotkań. Przez wiele lat był także członkiem zespołu, który zdominował mistrzostwa kontynentu rozgrywane pod egidą Rugby Europe (wcześniej FIRA-AER). W czasie swojej kariery 11-krotnie sięgał po Puchar Narodów Europy, przemianowany później na Rugby Europe Championship (2007/2008, 2009, 2011, 2012, 2013, 2014, 2015, 2016, 2018, 2019, 2020).
Swój ostatni mecz w kadrze narodowej rozegrał w marcu 2020 roku przeciw Portugalii. Choć przewidziany był także do gry w podstawowym składzie w kolejnym spotkaniu Rugby Europe Championship 2020 przeciw Rosji, to jednak spotkanie to zostało z uwagi na pandemię COVID-19 przełożone na późniejszy termin. Ostatecznie Kaczarawa zakończył karierę jako rekordzista kraju pod względem liczby występów w reprezentacji, ze 122 meczami (czterema jako kapitan) i 25 przyłożeniami na koncie. Dotychczasowy najlepszy wynik (115 meczów) należący do Meraba Kwirikaszwilego Kaczarawa pobił tuż przed turniejem o puchar świata w 2020 roku.
Ponadto w październiku 2011 roku brał udział w spotkaniu elitarnego klubu Barbarian F.C. z kombinowanym zespołem South of Scotland. Był to jedyny mecz Gruzina dla legendarnych „Baa-Baas”.

### Statystyki
Stan na dzień 7 marca 2020 r.
Występy na arenie międzynarodowej
| Drużyna narodowa | Rok  | Mecze | Punkty |
| ---------------- | ---- | ----- | ------ |
| Gruzja           | 2006 | 5     | 0      |
| Gruzja           | 2007 | 9     | 10     |
| Gruzja           | 2008 | 7     | 10     |
| Gruzja           | 2009 | 10    | 15     |
| Gruzja           | 2010 | 7     | 0      |
| Gruzja           | 2011 | 9     | 20     |
| Gruzja           | 2012 | 9     | 10     |
| Gruzja           | 2013 | 12    | 0      |
| Gruzja           | 2014 | 8     | 5      |
| Gruzja           | 2015 | 11    | 15     |
| Gruzja           | 2016 | 9     | 15     |
| Gruzja           | 2017 | 8     | 10     |
| Gruzja           | 2018 | 8     | 0      |
| Gruzja           | 2019 | 7     | 0      |
| Gruzja           | 2020 | 3     | 15     |
| Suma             | Suma | 122   | 125    |

Przyłożenia na arenie międzynarodowej
| Lp. | Data             | Miejsce                                     | Przeciwnik        | Rozgrywki                       |
| --- | ---------------- | ------------------------------------------- | ----------------- | ------------------------------- |
| 1.  | 7 kwietnia 2007  | Stadion im. Borisa Paiczadze, Tbilisi       | Czechy            | Puchar Narodów Europy 2006–2008 |
| 2.  | 26 września 2007 | Stade Félix-Bollaert, Lens                  | Namibia           | Puchar Świata w Rugby 2007      |
| 3.  | 2 lutego 2008    | Stadion im. Micheila Meschiego, Tbilisi     | Portugalia        | Puchar Narodów Europy 2006–2008 |
| 4.  | 12 kwietnia 2008 | Stadion Centralny, Krasnojarsk              | Rosja             | Puchar Narodów Europy 2006–2008 |
| 5.  | 7 lutego 2009    | Fritz-Grunebaum-Sportpark, Heidelberg       | Niemcy            | Puchar Narodów Europy 2008–2010 |
| 6.  | 14 lutego 2009   | Stadion im. Borisa Paiczadze, Tbilisi       | Portugalia        | Puchar Narodów Europy 2008–2010 |
| 7.  | 28 lutego 2009   | Estadio Nacional Complutense, Madryt        | Hiszpania         | Puchar Narodów Europy 2008–2010 |
| 8.  | 5 lutego 2011    | Stadion im. Micheila Meschiego, Tbilisi     | Ukraina           | Puchar Narodów Europy 2010–2012 |
| 9.  | 5 lutego 2011    | Stadion im. Micheila Meschiego, Tbilisi     | Ukraina           | Puchar Narodów Europy 2010–2012 |
| 10. | 12 lutego 2011   | Stadion im. Micheila Meschiego, Tbilisi     | Hiszpania         | Puchar Narodów Europy 2010–2012 |
| 11. | 26 lutego 2011   | Estádio Universitário, Lizbona              | Portugalia        | Puchar Narodów Europy 2010–2012 |
| 12. | 10 marca 2012    | Stadionul Arcul de Triumf, Bukareszt        | Rumunia           | Puchar Narodów Europy 2010–2012 |
| 13. | 17 czerwca 2012  | Infinity Park, Glendale                     | Stany Zjednoczone | mecz testowy                    |
| 14. | 8 lutego 2014    | Estádio Universitário, Lizbona              | Portugalia        | Puchar Narodów Europy 2012–2014 |
| 15. | 14 lutego 2015   | Stadion im. Micheila Meschiego, Tbilisi     | Portugalia        | Puchar Narodów Europy 2014–2016 |
| 16. | 28 lutego 2015   | Estadio Nacional Complutense, Madryt        | Hiszpania         | Puchar Narodów Europy 2014–2016 |
| 17. | 14 marca 2015    | Stadion im. Micheila Meschiego, Tbilisi     | Rosja             | Puchar Narodów Europy 2014–2016 |
| 18. | 27 lutego 2016   | Stadion im. Micheila Meschiego, Tbilisi     | Hiszpania         | Puchar Narodów Europy 2014–2016 |
| 19. | 18 czerwca 2016  | Stadion Narodowy, Suva                      | Tonga             | mecz testowy                    |
| 20. | 18 czerwca 2016  | Stadion Narodowy, Suva                      | Tonga             | mecz testowy                    |
| 21. | 12 marca 2017    | Stadion im. Borisa Paiczadze, Tbilisi       | Rosja             | Rugby Europe Championship 2017  |
| 22. | 24 czerwca 2017  | Estadio 23 de Agosto, San Salvador de Jujuy | Argentyna         | mecz testowy                    |
| 23. | 1 lutego 2020    | Stadion im. Borisa Paiczadze, Tbilisi       | Rumunia           | Rugby Europe Championship 2020  |
| 24. | 1 lutego 2020    | Stadion im. Borisa Paiczadze, Tbilisi       | Rumunia           | Rugby Europe Championship 2020  |
| 25. | 7 marca 2020     | Stade Jean-Bouin, Paryż                     | Portugalia        | Rugby Europe Championship 2020  |

## Nagrody i wyróżnienia
- najlepszy zawodnik Jenisiej-STM w sezonie 2014[27]
- miejsce w drużynie sezonu 2016 w lidze rosyjskiej[28]

## Życie osobiste
- W 2020 był właścicielem zakładu fryzjerskiego w Tbilisi[4].
- Bezpośrednio po zakończeniu kariery sportowej Kaczarawa ogłosił swój start w wyborach parlamentarnych z listy partii Gruzińskie Marzenie[29].
- Jego urodzony w 2009 roku syn Nikoloz[1] zaczynał uprawianie sportu od touch rugby (bezkontaktowa odmiana rugby), później jednak porzucił tę dyscyplinę na rzecz piłki nożnej[4].
- Oprócz ojczystego języka gruzińskiego posługuje się także rosyjskim, niemieckim, angielskim i francuskim[4].